# 鳳凰殿
鳳凰殿（ほうおうでん）は、1893年のシカゴ万博（コロンブス世界博覧会、閣龍世界博覧会）で、日本が平等院鳳凰堂をモデルに建築した建造物。

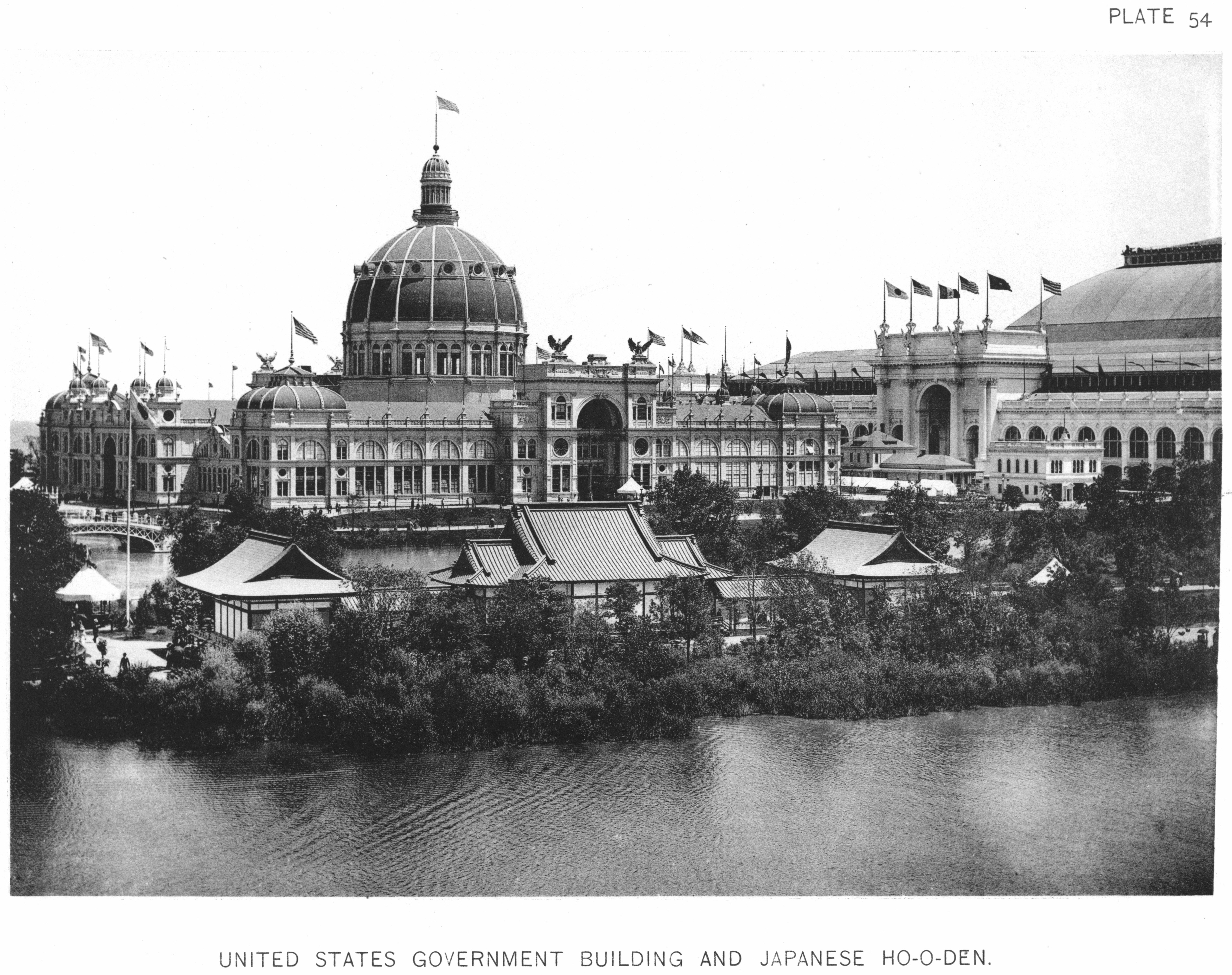
鳳凰殿(手前)とアメリカ館(奥)。日本ではアメリカ館に配慮して高くない建物である鳳凰殿を建築した。

## 概要

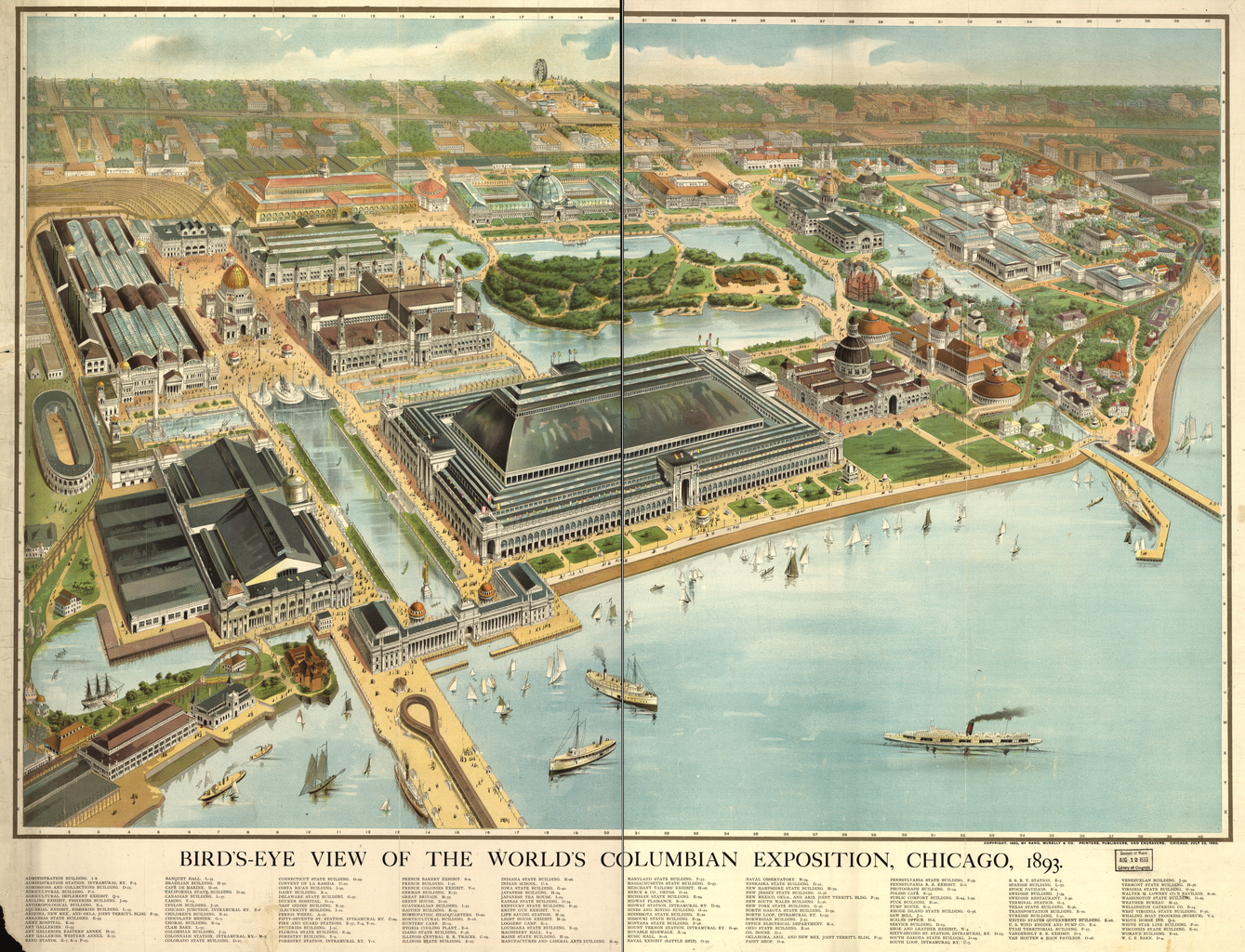
シカゴ万博会場の鳥瞰図。中央の島の右側に鳳凰殿がある。

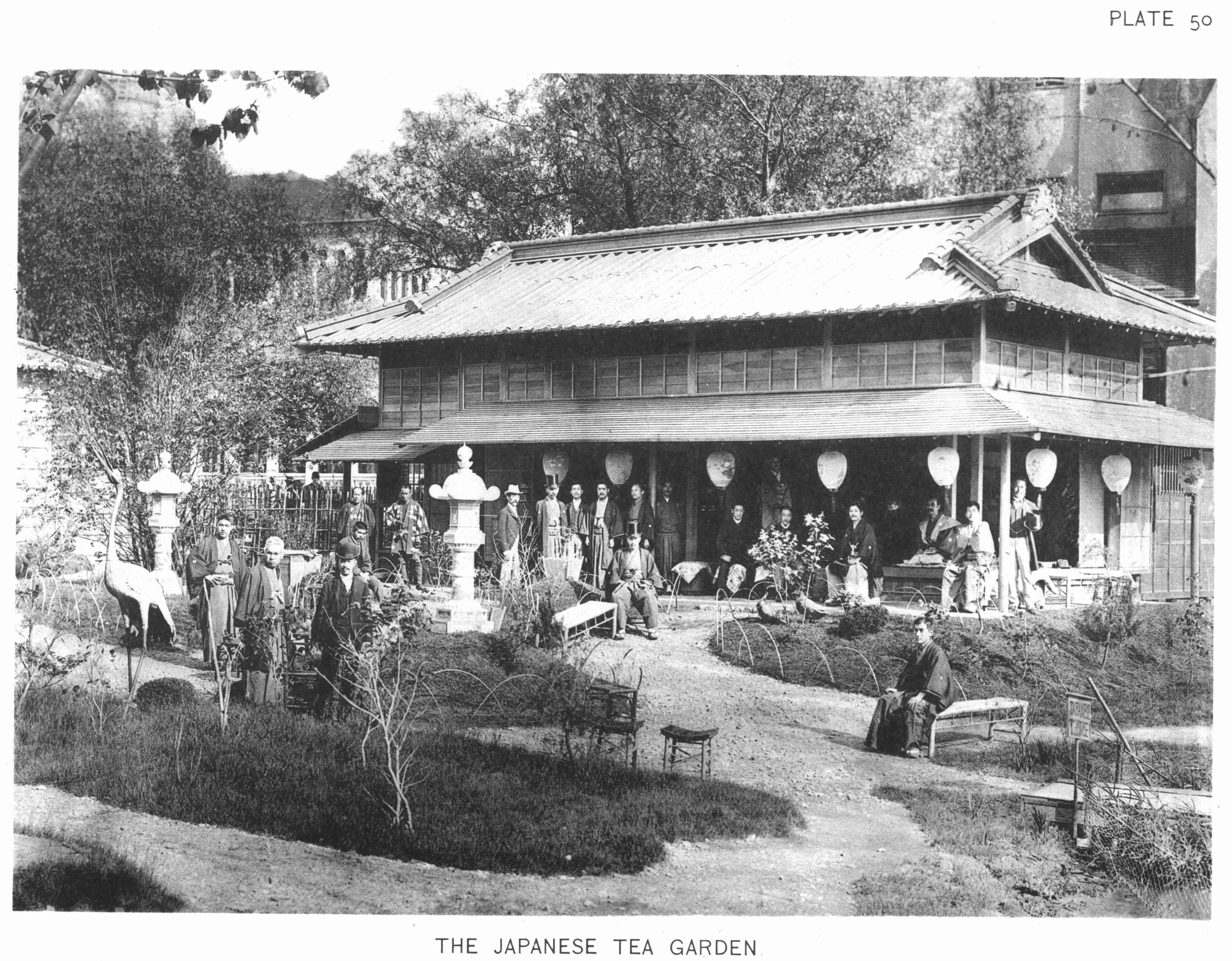
鳳凰殿に隣接して建設された日本の茶店(Japanese Tea House)

1895年にまとめられた『臨時博覧会事務局報告』によると、鳳凰殿は世界博覧会という好機をとらえて壮観雅麗な建築物を披露し、日本が東洋の一大帝国であることを示すという意図で建築された。
三棟続きの建物で、正面は江戸時代の豪華さを、当時の諸侯の邸宅や江戸時代の大名の邸宅を模して約20坪の面積で表現していた。左右はそれぞれ約10坪の面積で、右側は銀閣寺の一室を再現して、室町時代の簡潔さの趣きを書院と茶室であらわし、内部の間取り・形状も室町時代の様式を模していた。左側は藤原時代の華奢風流を現し、宇治の鳳凰堂に基づいていた。
日本政府により評議員に選ばれた岡倉天心は、鳳凰殿の設置について、「日本は古代から鳳凰（フェニックス）の生誕の地と考えられており、友好国たる米国での展覧会の成功を願って、翼を張り歌声を天に響かす鳳凰の喜びをもって、主催者の希望に呼応した」と説明。平安、 足利、 江戸時代という三つの時代の美術空間を再現し、そうした日本的な空間を体験させることで、生活空間の中に美術と工芸が存在するという日本美術のあり方を西洋人に理解させようとした。米政府側もこの展示方式を容認し、観客にも好評だった。

## 芸術品
鳳凰殿の内部には図画、山水画、襖絵、天井絵など多くの装飾・調度品が配置されていた。そのうち高村光雲による精細な鳳凰の彫刻を施した欄間の一部が分割され、今でもシカゴ美術館に2点、イリノイ大学シカゴ校に2点所蔵されている。
装飾品・調度品の製作に携わった主な芸術家は巨勢小石、川端玉章、橋本雅邦、狩野友信など多数で、『臨時博覧会事務局報告』にその一覧と製作者が記されている。しかし、そのほとんどは現在では失われ行方が知れないという。

## 建設

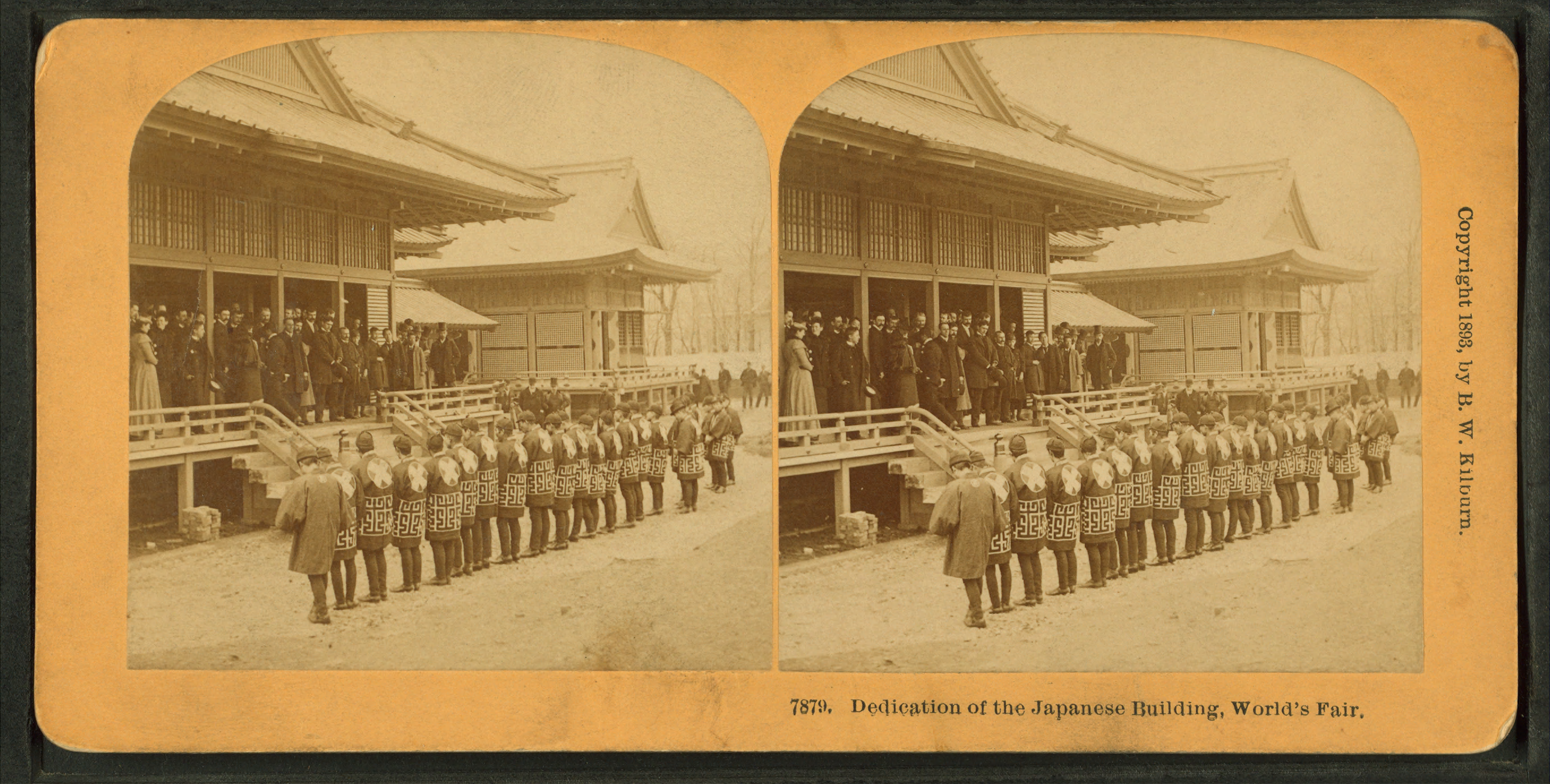
鳳凰殿のステレオカード。半纏姿の男たちが整列している。

鳳凰殿の設計は東京美術学校に一任され、大倉喜八郎が創立した日本土木会社(現在の大成建設)が建設にあたった。1893年9月には日本から職人・専門家25名が渡米し現地での作業に当たった。
1893年10月19日、シカゴの建設予定地で日本で行うのとまったく同じ地鎮祭が行われ、技師長の久留正道が祝詞を朗読した。周囲に七五三縄を張り、事務官はフロックコートにシルクハット姿、その次に職人たちが整列した。大工、鳶職人らは日本土木会社の半纏を着ていた。
この地鎮祭の様子はシカゴの人々には見慣れないもので、多くの人が見物に訪れ、新聞雑誌でも取り上げられた。これ以降職人たちの仕事ぶりや徐々に完成する日本建築の様子が当時のシカゴの人々の関心を呼び、あまりに多くの見物人が訪れ工事の妨げになるほどだったため周辺に立ち入れないに対策されたという。
鳳凰殿が完成したときに、職人たち21人が鳳凰殿の前で半纏姿でポーズを取っている写真が今でも残っている。
1894年3月31日。落成式。落成式はちょうど1854年3月31日の日米和親条約から40年目にあたる日が選ばれ、博覧会総裁のパーマー氏ら含め300名以上が招待された。落成式の様子は「臨時博覧会事務局報告」に詳しく記載されている。

## 万博終了後

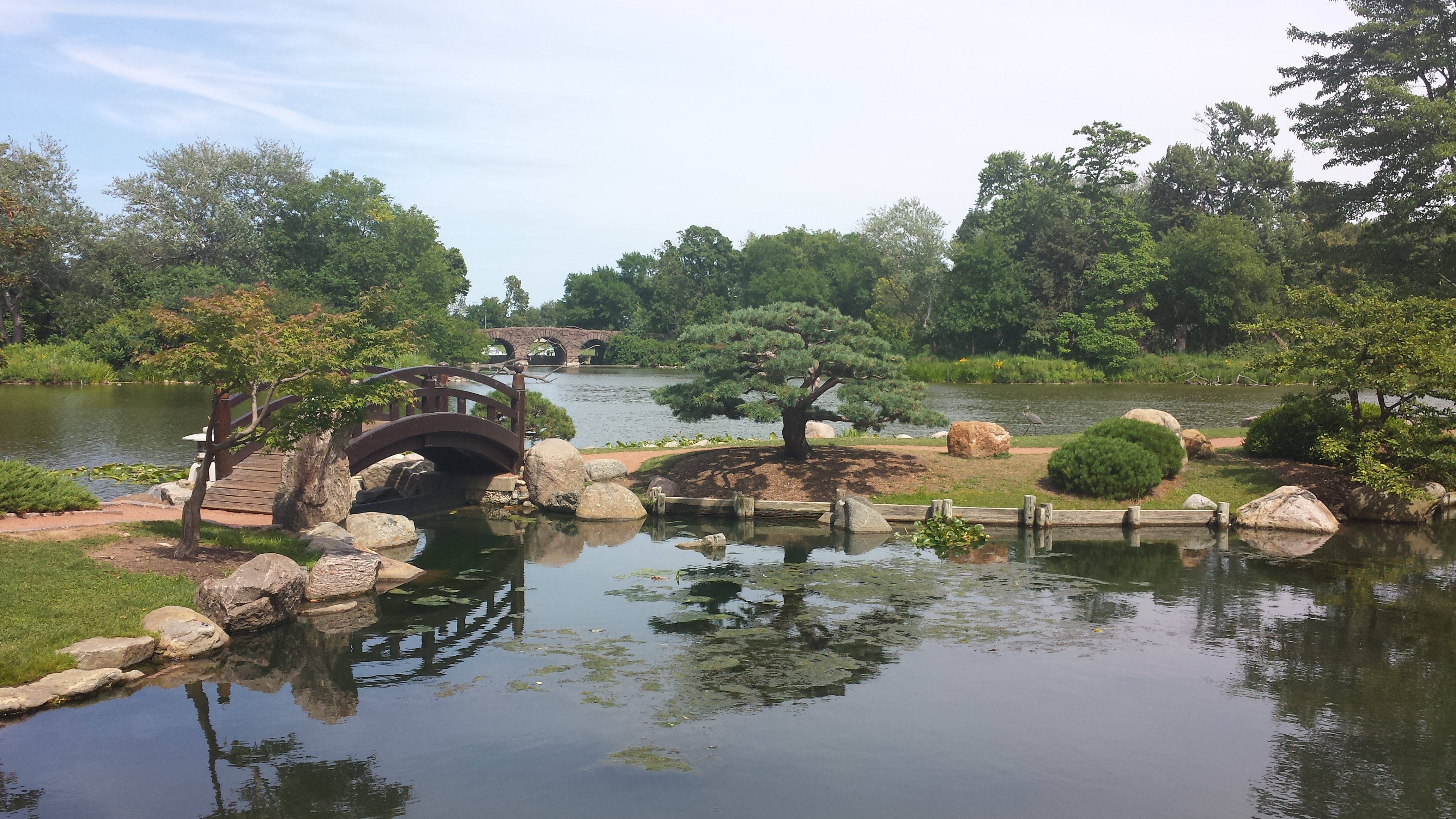
万博跡地のジャクソン公園内にある日本庭園（大阪ガーデン）。

万博終了後、万博の跡地はジャクソン公園 (en) となり、鳳凰殿はシカゴ市に寄贈された。
山田久美子の論文「シカゴ万博と鳳凰殿」によると、その後の経緯は以下の通り。シカゴ市に寄贈されたあと鳳凰殿は荒れるに任されていたが、1935年に市の土木課によって22000ドルかけて修復された。真珠湾攻撃まで、日本人業者によって茶店が営業されており、戦争中は公園事務局によって倉庫として使用されていた。1946年6月、火災により一棟が焼失。1946年10月13日、現地の少年２名による放火で残りの二棟も炎上。一棟が消失し、もう一棟も屋根が焼けた。山田は個人的見解として、「美術や建築の専門家が管理しているわけではない公園内に立てられた木造建築を管理するのは難しく、いたずらによる放火のために焼失であり、戦争による反日感情のための焼き討ちではない」としているが真相は不明である。
1992年、シカゴ市の姉妹都市である大阪市により、ジャクソン公園内に日本庭園が再整備され、シカゴ市により「大阪ガーデン」 Osaka Garden と命名された。
2013年、万博終了から120年を経過した節目にあたり鳳凰殿の跡地で日米の交流促進の目的で120本の桜の植樹が始まった。この計画は現在生えている木のほとんどを伐採し、代わりに桜を植えていくものなので、渡り鳥の生息環境を壊してしまうのではないかと懸念されている。2014年に大阪ガーデンから「The Garden of the Phoenix（鳳凰庭園）」に改名された

## ギャラリー

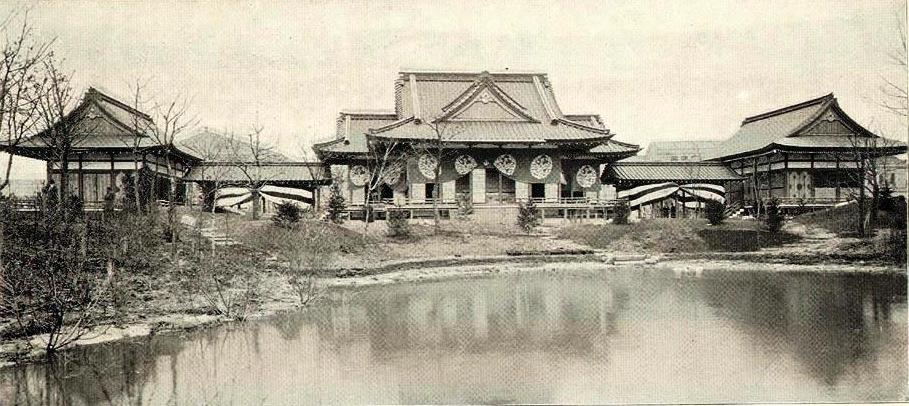
「鳳凰殿」正面
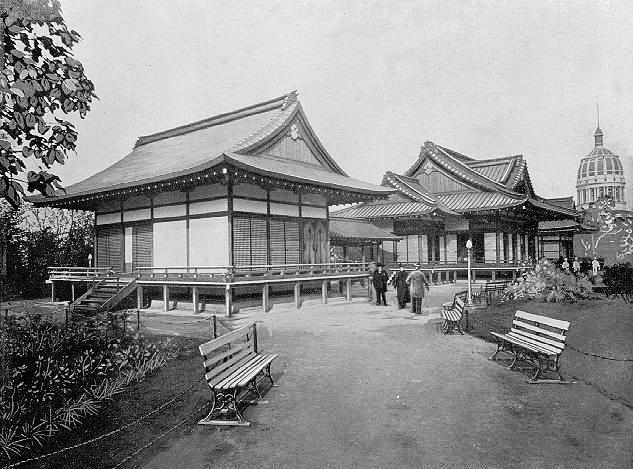
「鳳凰殿」
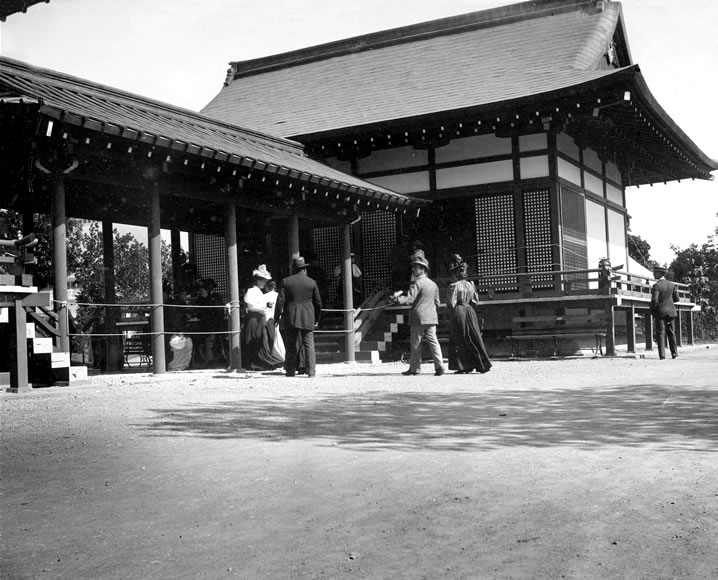
「鳳凰殿」
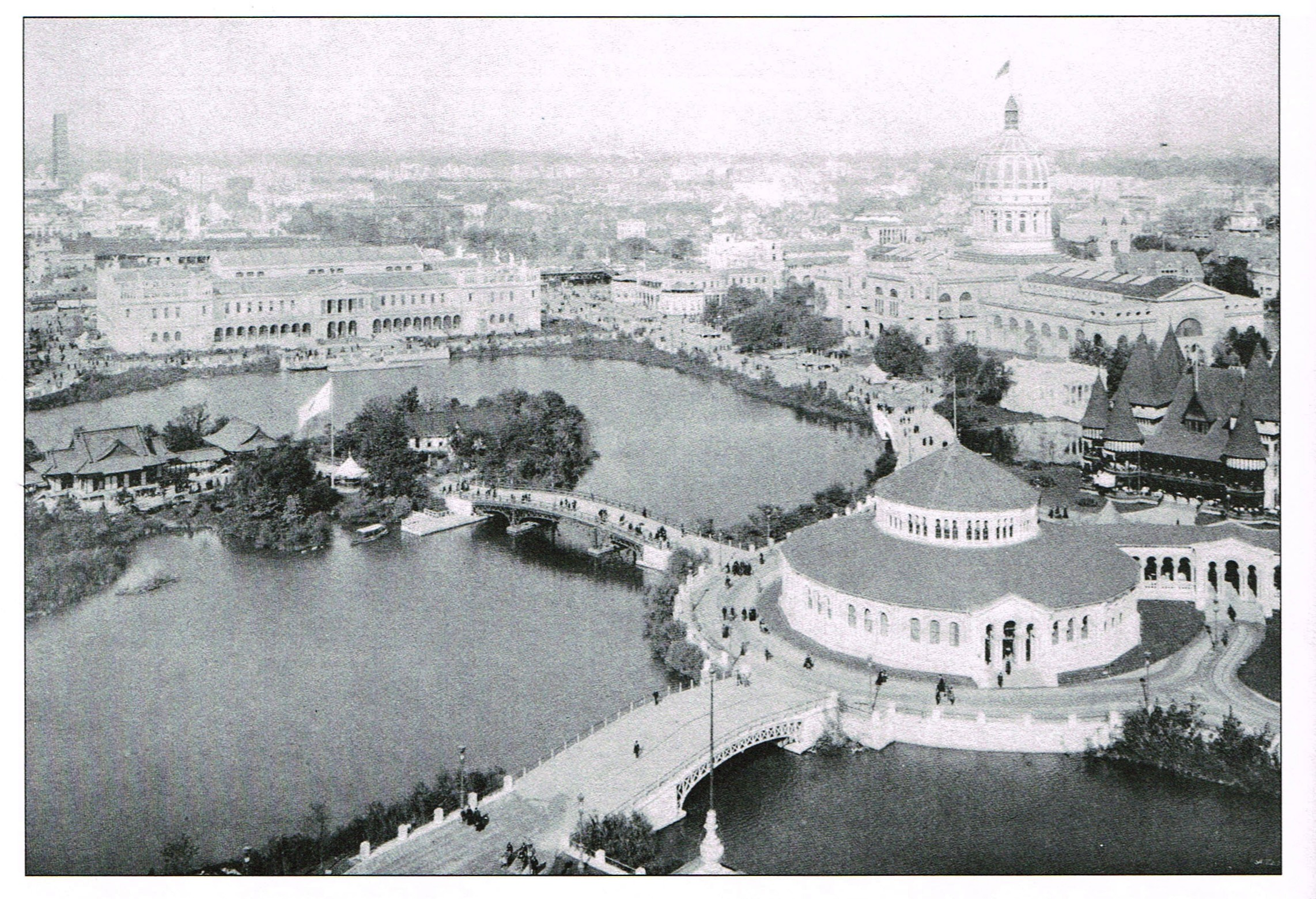
上空から望む「鳳凰殿」
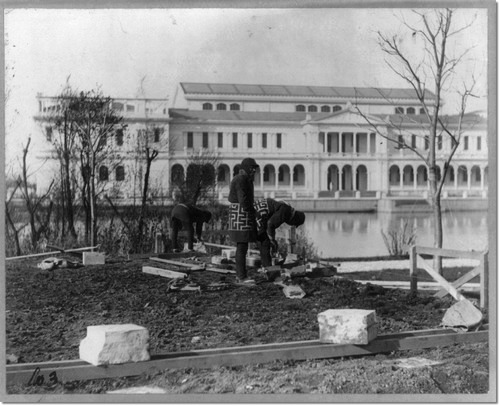
「鳳凰殿」建設中の職人たち
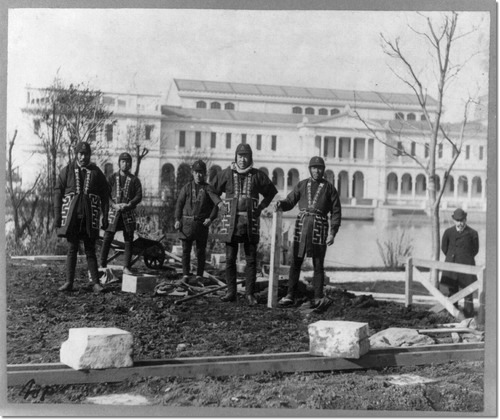
「鳳凰殿」建設中の職人たち
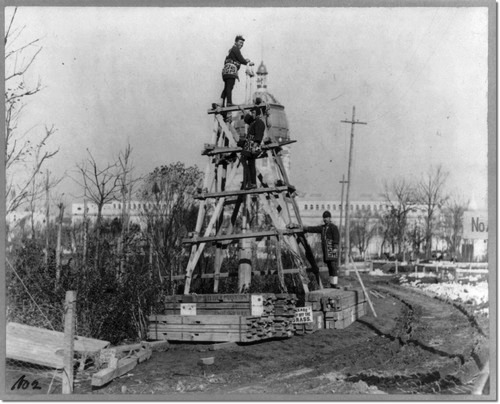
「鳳凰殿」建設中の職人たち
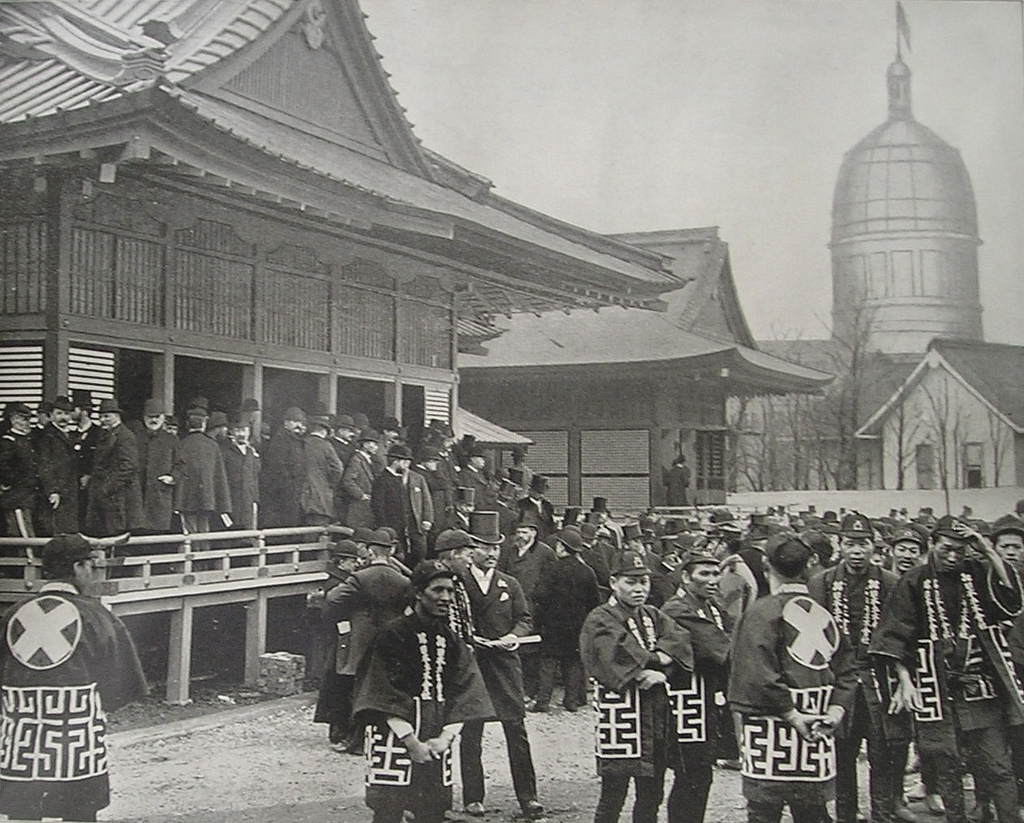
完成した「鳳凰殿」と法被姿の日本人大工たち

## 参考
1. 1 2 3 4 5 6  臨時博覧会事務局報告 493ページ以降 1895年 臨時博覧会事務局 https://dl.ndl.go.jp/info:ndljp/pid/801844
2. 1 2 3  岡倉天心―その生涯・美術観・茶道観を貫く「共感」の思想平美恵子、宝塚大学大学院博士課程学位請求論文、2015
3. 1 2 3 4 5 6 7 8  山田久美子、「シカゴ万博と鳳凰殿」『ことば・文化・コミュニケーション』 2010年 2巻 p.133-144, doi:10.14992/00005750 立教大学紀要論文
4. 1 2  シカゴ・デイリー・トリビューン紙 1946年10月13日付記事。「シカゴ万博と鳳凰殿」より孫引き)
5. ↑  「9．大阪ガーデンの整備（実施地：シカゴ市）」、“大阪・シカゴ姉妹都市提携35周年記念事業報告書” (pdf).   大阪・シカゴ姉妹都市提携35周年記念事業実行委員会. p. 10 (2008年). 2014年6月16日閲覧。
6. ↑  “【コラム】鳳凰殿”.  国立国会図書館. 2014年6月16日閲覧。
7. ↑  シカゴ・トリビューン 2013年7月13日付記事 http://articles.chicagotribune.com/2013-06-13/news/ct-met-jackson-park-birders-20130613_1_new-trees-wooded-island-chicago-park-district
8. ↑  Osaka GArdenHyde Park-Kenwood Community